# コーヒーフィルター

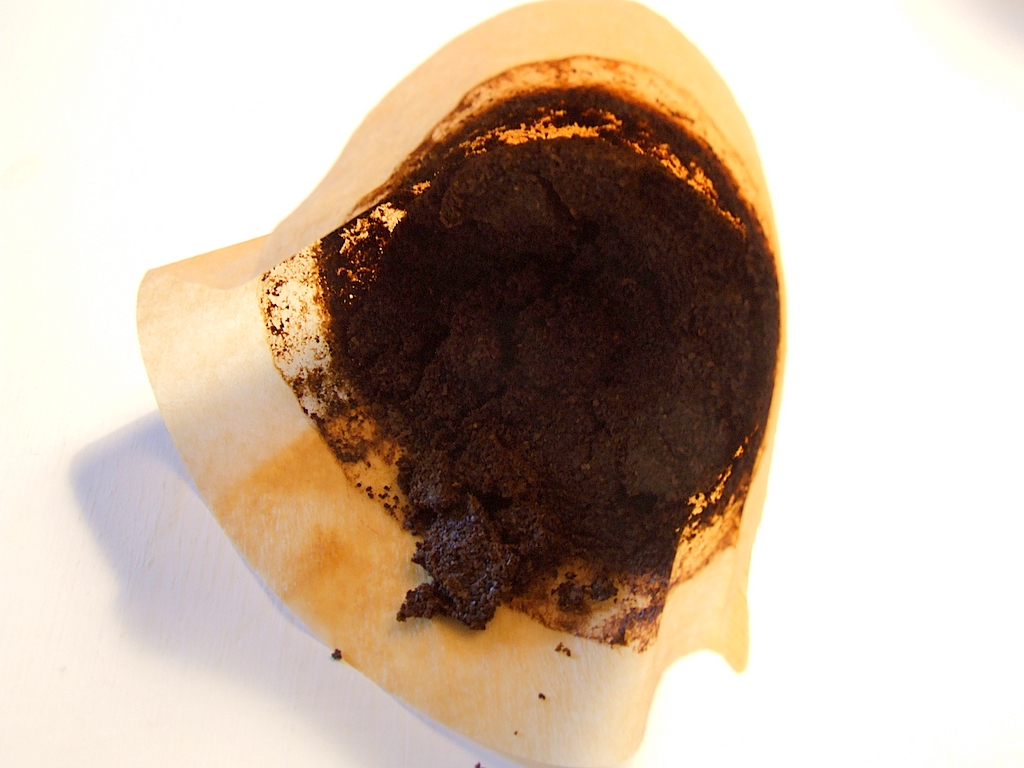
使用後のコーヒーフィルター

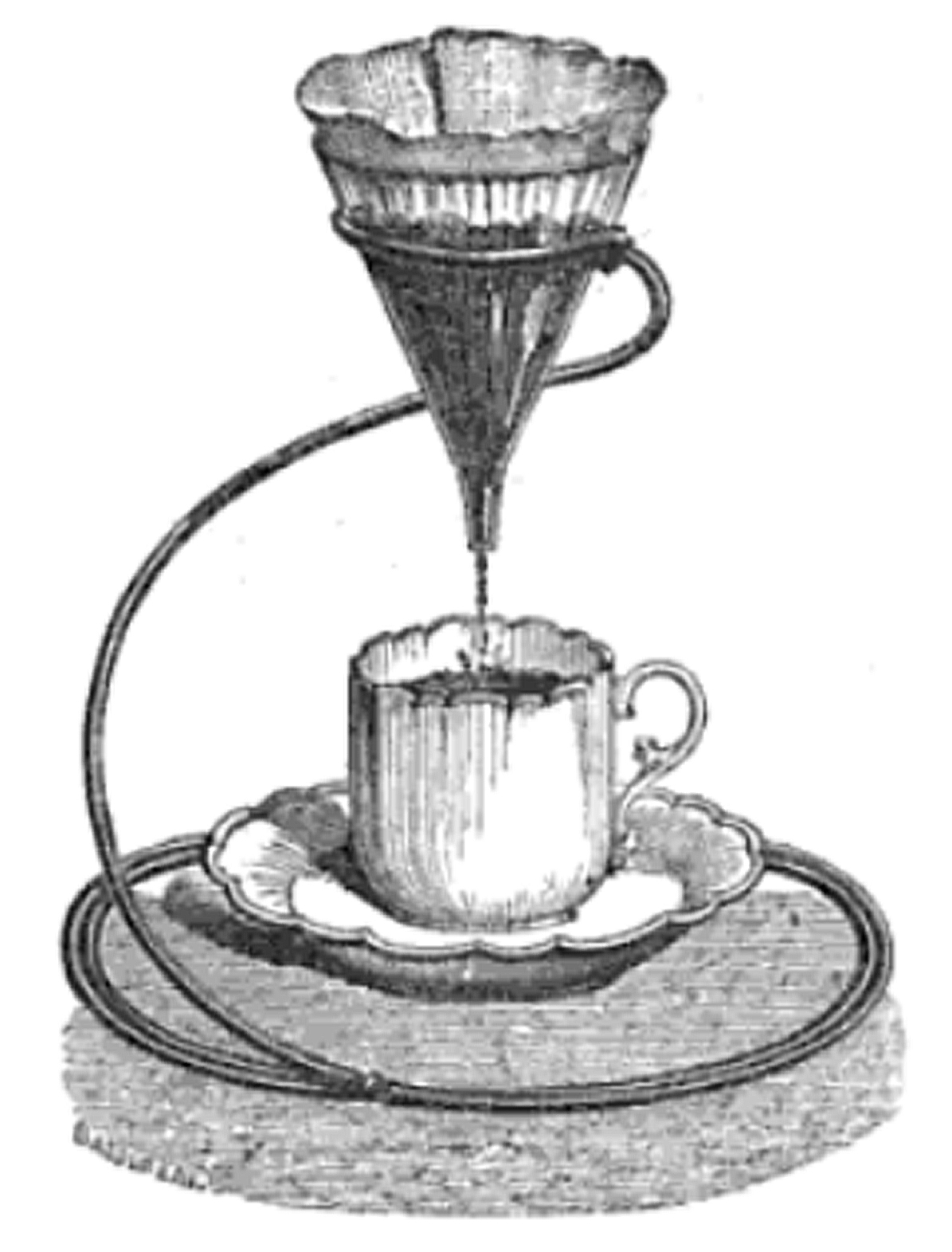
使用中のコーヒーフィルター

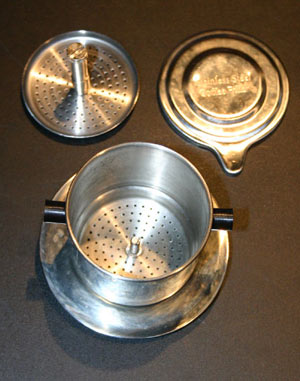
金属製のコーヒーフィルター

コーヒーフィルター（英語: coffee filter）とは、コーヒーから挽いた焙煎されたコーヒー豆を濾す調理器具の事である。西ヨーロッパで発明された。材料によって、ろ紙製、布製（昔はネル布、現在は綿）を使ったネルドリップ、金属・セラミックなどのものが存在する。

## 歴史
ドリップ式コーヒーの発祥はフランスと言われる。コーヒーフィルターが発明される以前のコーヒーは、トルココーヒーのように豆を粉にしてポットで煮出す方法が一般的であったが、豆の粉が残り、時間をかけて沈殿させてから飲まれた。
1763年、フランスのブリキ職人のドン・マルティンがネル付きドリップポットを発明する。ポット上に置いた布に豆の粉を入れ、お湯を注ぐ方法を世に出した。
紙製のコーヒーフィルターは1908年にドイツで発明された。それまでの家庭では、布や金網で濾してコーヒーを抽出しており、手間がかかり、不衛生であった。ドレスデンに住む主婦のメリタ・ベンツが、夫のヒューゴに美味しいコーヒーを飲んでもらおうと、真鍮製の容器に小さな穴をいくつか開け、ろ紙とコーヒー粉を乗せて湯を注ぐ方法を考案した。1937年、メリタの子であるホルスト・ベンツが現在のような円錐形のペーパーフィルターを完成させ、世界中へ広がった。
1908年6月20日、ドイツ特許商標庁へ出願したコーヒーフィルターの特許が認められた。その後、彼女はコーヒーフィルターの販売から始まり、コーヒー関連製品を製造する会社メリタを起業した。

## 種類

### ペーパーフィルター
紙製のフィルター。紙の繊維がコーヒーに含まれる油成分を適度に吸着するため、雑味が減り、すっきりとした味を楽しむことができる。使用後はコーヒーかすと一緒に捨てられるため衛生的。紙の性質上、湿気や臭いを吸着しやすいので、密封して保管する。手に入りやすく、ネルフィルターやステンレスフィルターに比較し初心者でも使いやすい。単価は安いが、使い捨てであるためコストがかかる。

### ネルフィルター
布製のフィルター。ネルフィルターを使用してドリップすることを「ネルドリップ」と呼ぶ。抽出されたコーヒー液の微粒子がネルの起毛面に留まるため、口当たりがなめらかなコーヒーが淹れられる。ハンドル付きの輪っかに装着して手で持って淹れるものが主流。使用後は洗浄する必要があるため、ステンレスやセラミックに比べ洗浄に手間がかかるが、紙製のように使い捨てにしないので経済的である。繰り返し使用できるが、コーヒーの成分が目詰まりしてきたら交換する必要がある。

### ステンレスフィルター
ステンレス金属製のフィルター。多くはドリッパーとフィルターを兼ねた円錐形をしている。ペーパーやネルと比べ、コーヒーの成分がフィルターに吸着されず、目が粗いため、コーヒー本来の香りや味を楽しむことができるが、飲む時にざらっとした舌ざわりを感じることがある。布に比べて洗浄しやすく、錆びないので衛生的。高価だが、洗って何回も使えるため、長い目でみると経済的である。

### セラミックフィルター
セラミック製のフィルター。小さな穴が無数に空いた構造をしている。ステンレスと同様、ドリッパーとフィルターの機能を兼ねている。多孔質の構造が不純物を濾過するため、雑味が抑えられ、コーヒーの成分もよく抽出できるのでまろやかな味わいのコーヒーが淹れられる。繰り返し使用できるが、ネル同様、コーヒーの成分が目詰まりしやすいので、定期的に煮沸する、直火にかけるなどのメンテナンスが必要である。単価は高いが、長く使用できるため経済的である。

## 健康
コーヒーに含まれるジテルペノイドであるカフェストールやカーウェオールはコレステロール上昇作用を持つ。これらの物質の飲料中の含有量は抽出方法で異なり、布と紙のフィルターでほぼ除去される。

## かすの利用
コーヒーを抽出した後のかすは、多くはそのまま捨てられるが、乾燥させて消臭剤や脱臭剤にする、家の周りに撒いて防虫剤にする、風呂に入れてコーヒーの香りの入浴剤として使う、コーヒーゼリーやコーヒーシロップの材料にする、乾燥・発酵させて肥料にする、コーヒー色に染色する材料にする、などの様々な再利用が可能である。